# Campodea blancae
Campodea blancae es una especie de hexápodo dipluro de la familia Campodeidae. Es endémica del norte de la península ibérica (España).